# ده‌مرده
طایفه ده‌مرده یا دهمرده یکی از طوایف بزرگ سیستان و بلوچستان ایران می‌باشد.

## بیوگرافی
براساس نوشته جی.پی. تیت، دسته‌ای از اجداد ده‌مرده‌های سیستان به عنوان رزمیان وجنگجویان میربولان خان از سند پاکستان و عده‌ای دیگر این طایفه از منطقه نوشکی و چاه گه به دنبال مراتع و در جستجوی تامین چراگاه برای دام هایشان، وارد سیستان شدند و به ساکنین منطقه دلتای هیرمند یاساکنین کرانه هیرمند ملحق شدند.
نورمحمدخان، خان محمد، پیرمحمد و دوستمحمد چهار برادر هستند که از نوه‌های میربولان خان محسوب می‌شوند.ضمنا میربولان خان دارای سه فرزند به نام‌های خان محمد، درخواست و احمد بوده که خان محمد و خواست، تسنن و احمد شیعه شده‌است.جمع بزرگی از طائفه محترم دهمرده ساکنین ولایت نيمروز افغانستان ویک تعدادی کمی هم ساکنین ولسوالی لاش جوین ولایت فراه وتعدادی زیادی هم ساکنین ولایت غورمیباشند

## تیره‌های ده مرده
- کدخدا زبرده، یکی از نوادگان دوست محمد بود که پس یک درگیری طولانی با افاغنه، بوسیله مامورین دولتی افغانستان دستگیر و با جمعی از افراد قبیله اش به ده فرنگ تبعید شدند و پس از آزادی در کابل مستقر و اعقاب وی در آن مکان سکونت کردند.
- تمینی، ایشان در منطقه سیاه بند افغانستان ساکن هستند و کارشان دامداری است.همچنین به ده مرده‌های نوشکی و چاهگه نیز تمینی گفته می‌شود.اما در مناطق پاکستان به نام عمرانی مشهور هستند.
- دیانی، ده مرده‌های خاش، ایرانشهر و سراوان که از نمری آباد سند پاکستان به این منطقه آمده‌اند.

## وابستگان فامیلی
تیره‌های ده مرده شامل فامیل‌های زیر می‌باشند.
حیات زی، زردازی، گرخیل، شاهی زی، سیاخان زی، سیف الدین زی، بولان زی، باران زی، کلگ زی و کلاتی زی